# 고려시대의 서울
고려 시기 현재 서울특별시에 해당하는 지역은 양주, 남경, 한양이라고 불렀으며, 단어 '서울'은 수도를 가리키는 일반 명사로서 사용되었다.
남경은 풍수지리적 및 지리적 이점으로 인해 고려 내내 중요한 지역으로 다루어졌으나, 고려의 수도는 주로 개경으로 유지되었다. 고려 말기 일시적으로 한양으로 천도하기도 했으나 오래 가지 못하였으며, 현재의 서울특별시에 해당하는 한양 지역이 제대로 된 수도로 기능하기 시작한 것은 조선 초기 태조 주도의 천도 이후이다.

## 정치적 역사

### 남북국시대 말기
삼국통일 이후 신라는 전국을 9주 5소경으로 나누어 통치하였는데, 이 때 현재의 서울 지역은 한산주에 속했다. 경덕왕 때 한산주를 한주로 바꿀 때 서울 지역을 한양군(漢陽郡)으로 불렀으며, 이 이름은 신라 말까지 계속 사용되었다.

### 고려 초기 및 남경 승격
태조 1년 (918년) 한양은 양주(楊州)로 이름이 바뀌었으며, 성종 시기에는 12목을 설치할 때 양주목으로 격상되어 중요한 지방 행정 구역이라는 지위를 얻었다.
문종 21년 (1067년) 양주는 3경 중 하나인 남경으로 지정되었는데, 이는 남경이 풍수지리적 요인에, 개경과 지리적으로 가깝고, 한강이 있어 물류적으로 유리했기 때문이었다. 이 시기 남경에는 궁궐이 건설되었으며, 인근 주민을 이주시킴으로서 도시로서 급격히 성장하였다.
문종 30년 (1076년) 남경은 폐지되어 다시 양주로 불렸는데, 숙종 6년 (1101년) 김위제가 주장한 남경 천도론을 바탕으로 남경 설립을 담당하는 관청인 남경개창도감(南京開創都監)이 설치되며 다시 부활하였다. 숙종 9년 (1104년) 남경에 이궁이 완성되었는데, 현재의 경복궁 북쪽, 청와대 부근이었다고 전해지고 있다.
문종 이후로 국왕의 남경 순회는 횟수의 변화는 있지만 꾸준하게 유지되었는데, 무신정권부터는 중단되었다.

### 한양
고려시대에 들어 한양(漢陽)이라는 단어는 예종 시기 이자겸이 한양공(漢陽公)으로 책봉되었다는 기록에서 처음 등장하는데, 이자겸의 출신 지역이 현대의 인천에 해당하는 인주(仁州)였기 때문에 이와 관련이 있을 것으로 보이나, 여기서 말하는 '한양'이 정확히 어디인지는 밝혀지지 않았다.
원나라의 영향을 받던 충렬왕 시기, 3경 제도가 폐지됨에 따라 남경은 한양부(漢陽府)로 개칭되었으며, 남경유수는 한양부윤으로 변경되었다. 이는 원나라의 제도를 고려에 적용시키기 위한 조치였을 것으로 보고 있다.

### 고려 말 한양천도론의 대두
공민왕 시기, 원나라의 영향력을 줄이려는 노력의 일환으로 3경 제도가 부활함에 따라 한양부가 다시 남경으로 복원되었다. 이 때 보우는 한양으로 천도하면 주변 36개국이 조공을 바치러 올 것이라며 한양 천도를 주장하였는데, 이는 묘청의 서경천도운동과 유사하다는 비판을 받았으나, 공민왕은 개경의 권문세족의 권력 독점 문제를 해결하고, 왜구의 개경 인근 해안 지방 공격으로 인한 황폐화 및 홍건적에 의한 개경 함락 등으로 인해 천도안을 받아들여, 남경의 궁궐과 성곽을 수리하기까지 이르렀으나, 잦은 외적의 침입으로 인해 천도를 진행할 만한 국력을 얻지 못하여 결국 실현하지 못했다.
다음 왕인 우왕은 외적의 침입이 개경 인근인 강화도와 교동도까지 확대됨에 따라 다시 한양 천도를 주장했으며, 실제로 1382년 천도를 단행하기도 하였으나, 전과 비슷하게 국력이 약한 시기였기 때문에 백성의 강한 반발에 부딪혀 6개월 후 다시 개경으로 복귀하였다.
위화도 회군 이후 즉위한 공양왕은 고려 왕조를 유지하려는 마지막 시도로서 1346년 한양으로 천도하였으나, 당시 신진사대부와의 정치적 갈등 및 민생의 어려움으로 인해, 마찬가지로 6개월 만에 개경으로 돌아왔다.

### 조선 초기
태조는 즉위 1달 후 바로 한양 천도를 결정하였지만, 개경을 중심으로 한 당대 귀족들의 강한 반대로 인해 실현하지 못했다. 하지만 천도 자체는 중단되지 않았으며, 다음 해부터 시작된 계룡산 천도 계획이 중지된 후, 다시 한양이 천도 대상으로 결정됨에 따라, 1394년 한양부로 천도하였고, 1395년 이름을 한성부로 바꾸었다. 이 시기부터 한양이 완전한 수도 역할을 하기 시작하였다.

## 생활
문종 시기 처음 설치된 남경의 경계는 동쪽으로 대봉(현재의 낙산), 서쪽으로 기봉(현재의 안산), 북쪽으로 면악(현재의 북악산), 남쪽으로 사리(현재의 용산)이었다고 전해진다.
고려 중기 이인로는 계양의 지방관으로 나가며, 현재의 용산 지역에 있는 한언국(韓彦國)의 서재에 묵었는데, 북한산 등 서울에 있는 지형을 보고 시를 지었다는 점에서 한양에 장기간 거주한 것으로 보인다. 하지만 이 시기 한양의 생활사는 확실하지 않다.
고려 말 이곡이 남긴 글에는 다음과 같이 한양이 과거에 비해 황폐해졌다고 기록되어 있는데, 이로 인해 고려 말 한양 천도 운동의 백성 반발이 심했을 것으로 추정하고 있다.
한양은 기외의 거진이다. 예로부터 남경이라고 일컬어지면서 동경･서경과 더불어 정족의 형세를 이루어 왔다. 이곳은 대개 선대의 도읍지로서, 산하가 장려하고 인물이 번화한 면에서 왕경과 어깨를 견줄 만한 곳이다. …… 그중에서도 경기 주위의 수백 리 지역이 특히 침해를 당하였는데, 이른바 남경이라고 하는 곳까지도 조폐가 자심하여 쓸쓸하게 가시덤불이 우거진 가운데 유맹의 집이 8, 9호 정도 남아 있을 따름이니, 기타군현이 어떠할지는 이를 통해서 대개 짐작할 수 있다고 하겠다.— 가정집(稼亭集) 8권

## 같이 보기
- 서울특별시의 역사